# Sundsvalls luftvärnsregemente
Sundsvalls luftvärnsregemente (Lv 5) var ett luftvärnsförband inom svenska armén som verkade i olika former åren 1940–1982. Förbandsledningen var förlagd i Sundsvalls garnison i Sundsvall.

## Historia

### Bildandet
Genom försvarsbeslutet 1936 fick luftvärnet en självständigare roll inom artilleriet, vilket bland annat resulterade i att ett flertal luftvärnsdivisioner organiserades, där bland annat en division förlades till Sundsvall. Divisionen upprättades den 4 oktober 1940 som en beredskapsdivision ur Östgöta luftvärnsregemente. Den 1 oktober 1941 omorganiserades beredskapsdivision till Sundsvalls luftvärnsdivision (A 10 Su). Genom försvarsbeslutet 1942 beslutades att luftvärnet skulle avskiljas från artilleriet och 1 oktober samma år bildades luftvärnet som ett självständigt truppslag. Förändringen resulterade bland annat i att Sundsvalls luftvärnsdivision avskildes från Östgöta luftvärnsregemente för att den 1 oktober 1942 organiseras som Sundsvalls luftvärnskår (Lv 5). Efter provisorisk förläggning på Gustav Adolfskolan på Södra Järnvägsgatan i Sundsvall förlades kåren officiellt den 12 april 1943 i ett kasernetablissemang vid Regementsvägen 8.
Inför försvarsbeslutet 1958 föreslog chefen för armén att Sundsvalls luftvärnskår (Lv 5) skulle avvecklas och upplösas senast till 1960. Utbildningen i Sundsvall skulle istället fördelas på andra luftvärnsförband, bland annat till Luleå luftvärnskår cirka 50 mil norrut. Bakgrunden till förslaget var helt och hållet ekonomisk, då överbefälhavaren ansåg att en avveckling av Sundsvalls luftvärnskår var fördelaktig med tanke på konstaterade olägenheter ur beredskaps- och rekryteringssynpunkt. Besparingen beräknades till cirka 0,6 miljon kronor per år. Den 9 februari 1959 föreslog chefen för armén en ändring av delar av försvarsbeslutet, där han istället föreslog att Sundsvalls luftvärnskår skulle kvarstå som fredsförband. Istället skulle Karlsborgs luftvärnsregemente (Lv 1) utgå ur fredsorganisationen eftersom man ansåg att värnpliktiga i möjligaste mån skulle utbildas inom sannolika operationsområden. Vidare ansågs det att den tekniska utvecklingen i omvärlden hade ökat möjligheterna till kuppartade anfall, något som talade för att fredsförband i vad man bedömde som särskilt utsatta landsdelar skulle bibehållas. För ett bibehållande av Karlsborgs luftvärnsregemente talade de goda lokala utbildningsbetingelser man hade tillsammans med flygvapnet samt plats för en årlig utbildningskontingent på 800 värnpliktiga. Enbart Roslagens luftvärnsregemente  (Lv 3) utbildade fler värnpliktiga årligen, medan Sundsvalls luftvärnskår hade plats för utbildningskontingent på 500 värnpliktiga. Avvecklingen av Karlsborgs luftvärnsregemente kom dock att påverka samtliga luftvärnsförband eftersom det uppstod en brist på förläggningsplatser vid de övriga luftvärnsförbanden, men även i form av att garnisonen i Sundsvall var i behov av olika funktionsbyggnader. Det totala investeringsbehovet för byggnadsarbeten vid de kvarvarande luftvärnsförbanden beräknades till 4,9 miljoner kronor. varav Sundsvall stod för ett investeringsbehov på cirka 1,2 miljon kronor, det i form av komplettering av verkstäder, underbefälsmäss, lektionssalar, en ytterligare pjäshall samt komplettering av luftvärnskårens skjutplats på Åstöns skjutfält.

### OLLI-reformen
I samband med OLLI-reformen, vilken genomfördes inom försvaret åren 1973–1975, sammanslogs Västernorrlands regemente (I 21) med Västernorrlands försvarsområde (Fo 23) och bildade 1974 försvarsområdesregemente I 21/Fo 23. Detta medförde att Sundsvalls luftvärnskår, som ingick i Västernorrlands försvarsområde, kom att bli ett B-förband (utbildningsregemente) samt att dess mobiliserings- och materialansvar överfördes till Västernorrlands regemente, som följaktligen blev ett A-förband (försvarsområdesregemente) Vid samma tidpunkt kom kåren att omorganiseras till regemente den 1 juli 1974 och antog därmed namnet Sundsvalls luftvärnsregemente (Lv 5).

### 1974 års regeringsform
I samband med att 1974 års regeringsform trädde i kraft den 1 januari 1975, ändrades namnet från Kungliga Sundsvalls luftvärnsregemente till enbart Sundsvalls luftvärnsregemente. Samtidigt fråntogs Konungen den formella rollen som högste befälhavare för krigsmakten, vilket även kom att gälla rollen som förbandschef över gardesförbanden.

### Försvarsbesluten
Regeringen proposition 1977/78: 65, gällande om vissa organisationsfrågor m. m. rörande försvaret, antogs av riksdagen den 15 december 1977. Propositionen innehöll bland annat en avveckling av Sundsvalls luftvärnsregemente. Bakgrunden var bland annat att regeringen i sin proposition ansåg att Sundsvalls luftvärnsregemente hade otillfredsställande tillgång på övningsmark i Sundsvall. Och att kasernetablissemanget i Sundsvall var i behov av omfattande investeringar för att kunna bibehållas på en längre sikt, vidare var det inte heller lämpade att byggas ut för att rymma större utbildningsenheter. Inför propositionen hade regeringens utredning kommit fram till att endast ett luftvärnsförband kunde avvecklas för besparings- och rationaliseringsskäl.
Utredningen hade granskat förutsättningarnas för avveckling av Sundsvalls luftvärnsregemente eller Göta luftvärnsregemente. Till Sundsvalls luftvärnsregementes nackdel pekade utredningen bland annat på att de värnpliktiga till stor del rekryterades från Västra militärområdet, något som medförde att de utbildades långt från hemorten, medan Göta luftvärnsregemente rekryterade sin värnpliktiga från Göteborgsregionen. Vidare skulle en avveckling av Sundsvalls luftvärnsregemente drabba färre personer framför en avveckling av Göta luftvärnsregemente. Mot en avveckling talade att förmågan till utbildning av luftvärnsförband i vinterförhållanden skulle reduceras, samt att regementet på nära avstånd hade luftvärnets bästa skjutfält, Åstön. För att undvika en avveckling hade utredningen även undersökt möjligheterna att samlokalisera Sundsvalls luftvärnsregemente med Norrlands kustartilleriförsvar och Härnösands kustartilleriregemente (NK/KA 5) i Härnösand. Dock ansågs det förslaget inte vara ekonomiskt motiverat, då det under en 20-årsperiod skulle medföra en fördyring på cirka 45 miljoner kronor. Utredningen förespråkade därför en avveckling av Sundsvalls luftvärnsregemente under budgetåret 1983/1984. Den 30 juni 1982 avvecklades regementet och kvar blev en avvecklingsorganisation fram till den 31 december 1982, vilken var underställd chefen för Västernorrlands regemente (I 21).

## Verksamhet
Under 1950-talet var kåren ett försöksförband gällande järnvägsburet luftvärn inom II. militärområdet, vilket övergick till fasta robotförband beväpnade med Robotsystem 69 och Robotsystem 70. Förbandet grundutbildade årligen cirka 450 värnpliktiga till luftvärnsförbanden för arméfördelningar samt infanteri- och norrlandsbrigader.

## Förläggningar och övningsplatser

### Förläggning
I samband med att Östgöta luftvärnsregemente detacherade en beredskapsdivision den 4 oktober 1940 till Sundsvall, förlades den till Gustav Adolfsskolan på Södra Järnvägsgatan, samt med stab på Hotel Knaust på Kyrkogatan samt i Tingshuset på Storgatan. Efter att detachementet avskildes från Östgöta luftvärnsregemente den 1 oktober 1942 och bildade Sundsvalls luftvärnskår (Lv 5), förlades kåren den 12 april 1943 till ett nyuppfört kasernetablissement vid Regementsvägen. Kasernetablissementet utgjordes av ett kanslihus, fyra kompanikaserner, ett skolhus, en matsalsbyggnad samt ett flertal verkstads- och förrådsbyggnader. Från den 1 januari 1983 kvarstod en kasern samt skolhuset vid kasernområdet inom försvaret, vilka förvaltades av Västernorrlands försvarsområde. År 2000 blysanerades marken som den närbelägna skjutbanan låg på, vilken 2011 revs för att återställa marken. Den 30 april 2013 lämnades området helt av Försvarsmakten, vilket då hade använts av bland annat Medelpads hemvärnsbataljon. Kasernetablissementet är intakt från att det uppfördes, då inga byggnader rivits, men har sedan 1980-talet utvecklats till en företagsby, med olika verksamheter, bland annat bedrivs ett vandrarhem i det före detta kanslihuset.

### Övningsplatser
Förbandet hade sina övningsplatser öster och söder om vägen till Södra Stadsberget, samt på Åstöns skjutfält och Tynderö.

## Heraldik och traditioner
Den 6 juni 1943 överlämnade militärbefälhavaren för IV. militärområdet, generallöjtnant Helge Jung, ett förbandsstandar till Sundsvalls luftvärnskår. Under 1960-talet flyttades broderierna till en ny duk. Den 2 november 1982 överlämnades standaret till Armémuseum, som sedan har deponerat det till Luftvärnsregementet (Lv 6), vilka bevarar minnet av regementet sedan den 1 juli 2000. År 1982 bildades Lv 5 Kamratförening, vilken hade som ändamål är att vara en sammanhållande länk för personal och värnpliktiga vid Sundsvalls luftvärnsregemente. Från den 1 januari 2015 upphörde föreningen, det på grund av det saknades tillväxt till föreningen. Föreningen sista ordförande var Bert Blomqvist. Den 9 april 2019 invigdes ett nytt museum inhyst vid Södra bergets vandrarhem på det gamla kasernetablissementet. Museet är tänkt att spegla Sundsvalls luftvärnsregementes samt områdets historia.

## Förbandschefer
Divisions-, kår- och regementschefer verksamma under perioden 1940–1982:

- 1940–1942: Bertil Bredberg [e]
- 1942–1951: Erik Rudberg
- 1951–1958: Gert Beckman
- 1958–1968: Bertil Bredberg
- 1968–1975: Åke Skarp
- 1975–1979: Lars Mårtensson
- 1979–1982: Sven Sjölander

## Namn, beteckning och förläggningsort
| Kungl. Norrlands artilleriregemente detachement i Sundsvall        | 1940-06-?? | – | 1940-07-?? |
| Utbildningscentral Sundsvall                                       | 1940-07-?? | – | 1940-10-03 |
| Kungl. Östgöta luftvärnsartilleriregemente detachement i Sundsvall | 1940-10-04 | – | 1941-09-30 |
| Kungl. Sundsvalls luftvärnsdivision                                | 1941-10-01 | – | 1942-09-30 |
| Kungl. Sundsvalls luftvärnskår                                     | 1942-10-01 | – | 1974-06-30 |
| Kungl. Sundsvalls luftvärnsregemente                               | 1974-07-01 | – | 1974-12-31 |
| Sundsvalls luftvärnsregemente                                      | 1975-01-01 | – | 1982-06-30 |
| Avvecklingsorganisation                                            | 1982-07-01 | – | 1982-12-31 |

| Lv A 4   | 1940-06-?? | – | 1940-07-?? |
| Utbc A 4 | 1940-07-?? | – | 1940-10-03 |
| A 10 Su  | 1940-10-04 | – | 1942-09-30 |
| Lv 5     | 1942-10-01 | – | 1982-06-30 |

| Sundsvalls garnison (F) | 1940-06-?? | – | 1982-12-31 |
| Åstöns skjutfält (Ö)    | 1940-??-?? | – | 1982-06-30 |
| Tynderö skjutfält (Ö)   | 1943-??-?? | – | 1982-06-30 |

## Bildgalleri

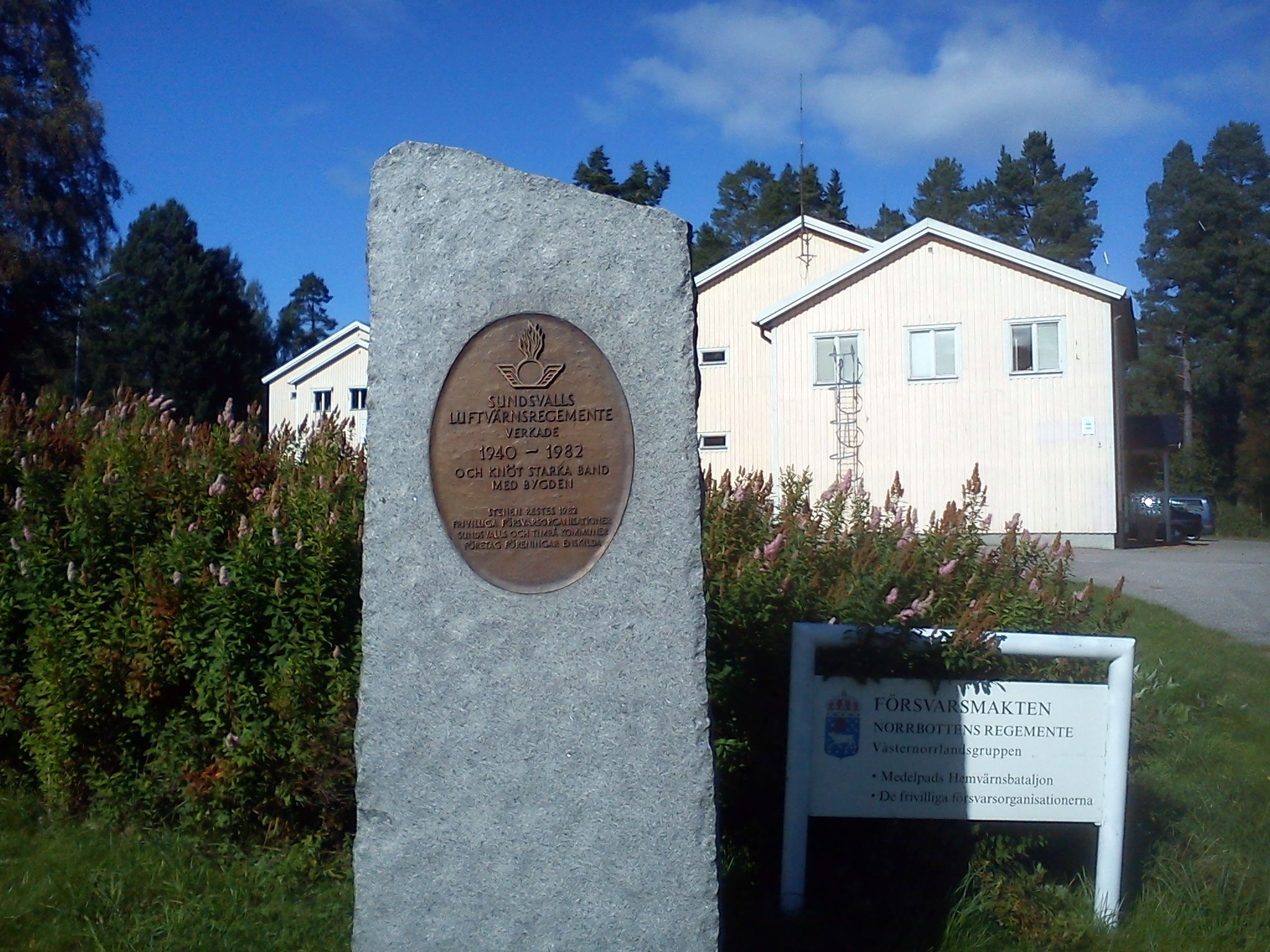
Minnesstenen över regementet, i bakgrunden kasernhus.
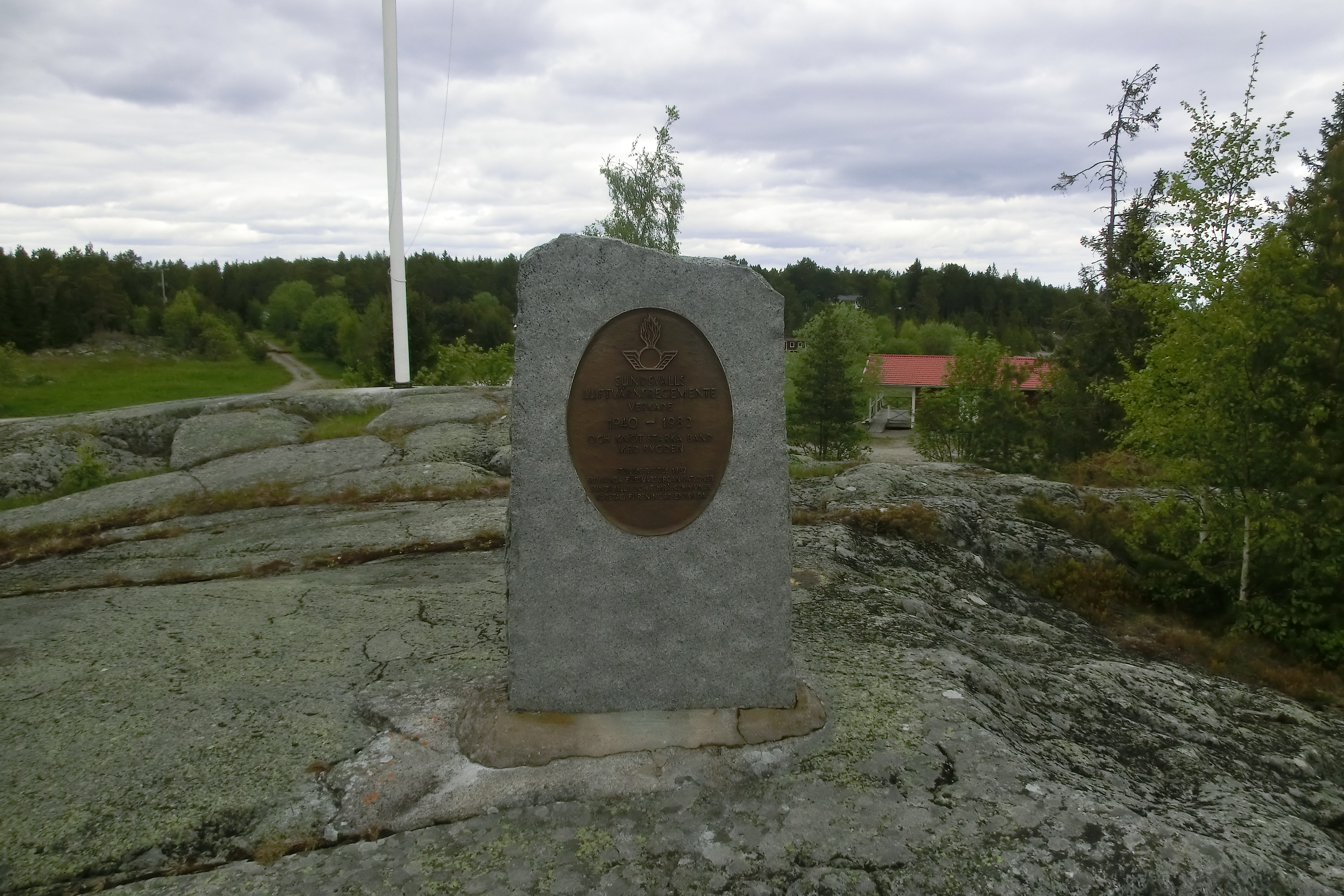
Minnesplakett över Sundsvalls luftvärnsregemente, på Åstöns skjutfält.
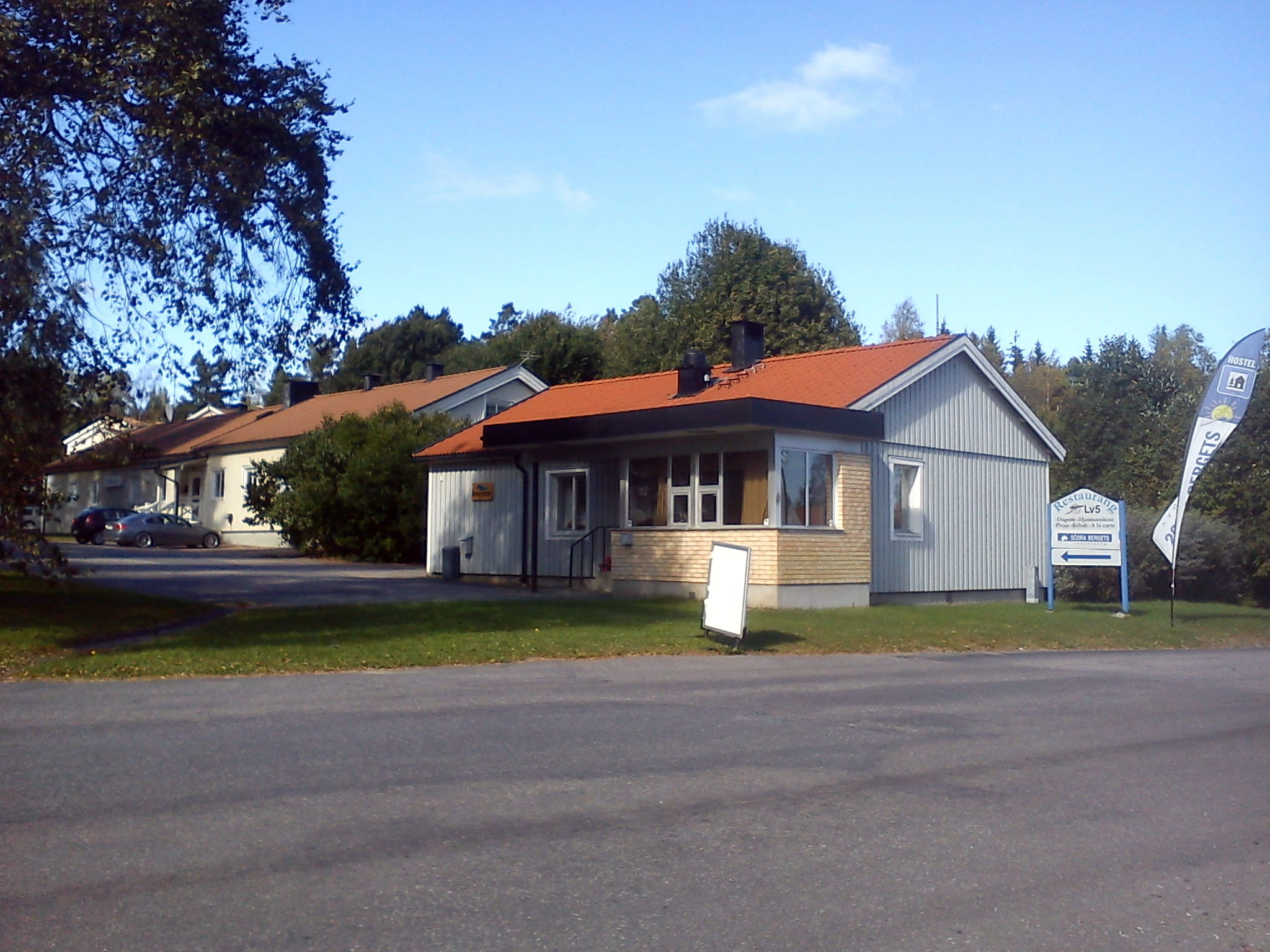
Vaktkasernen vid regementet.
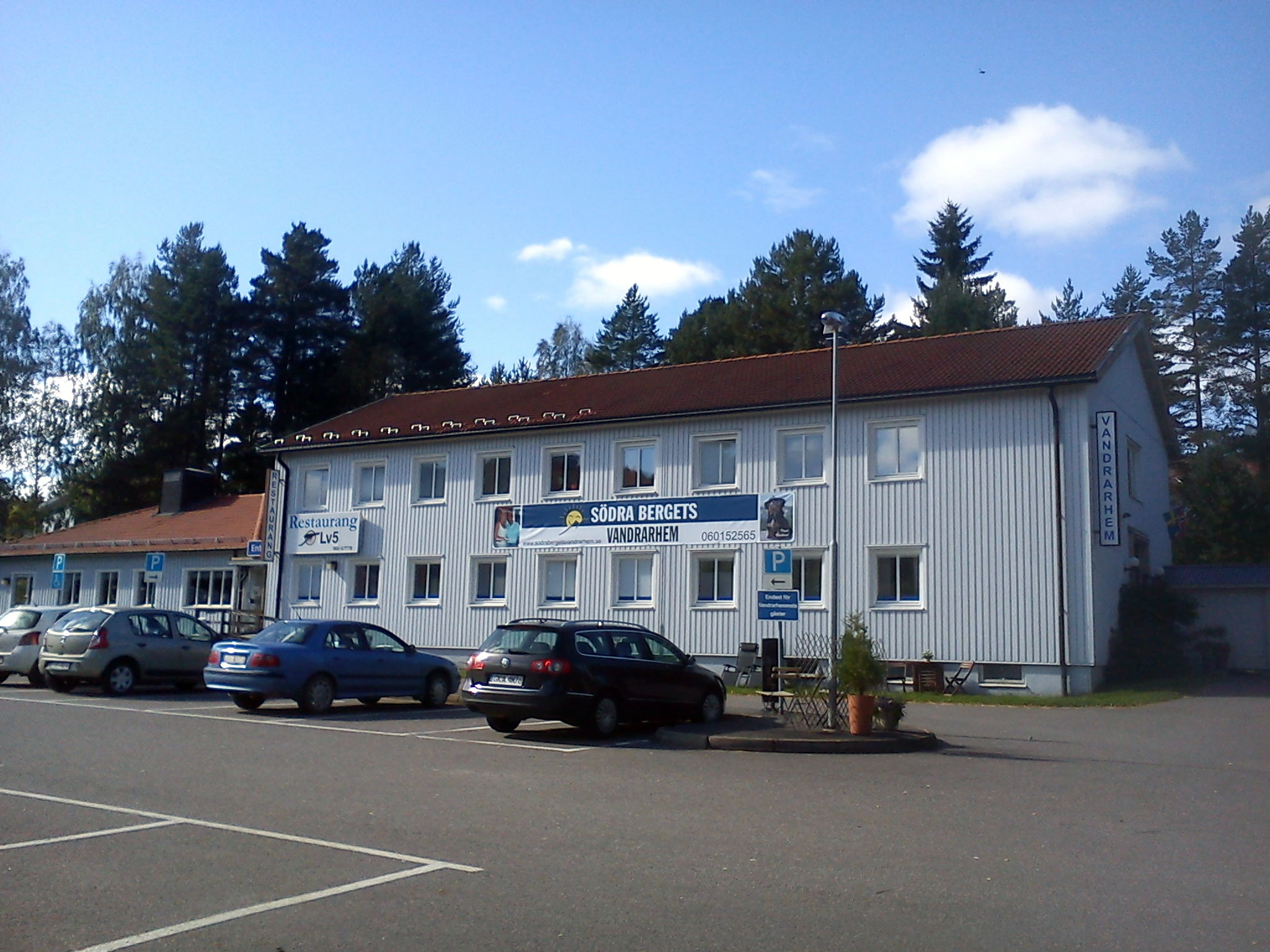
Officersmässen och kanslihuset vid regementet.
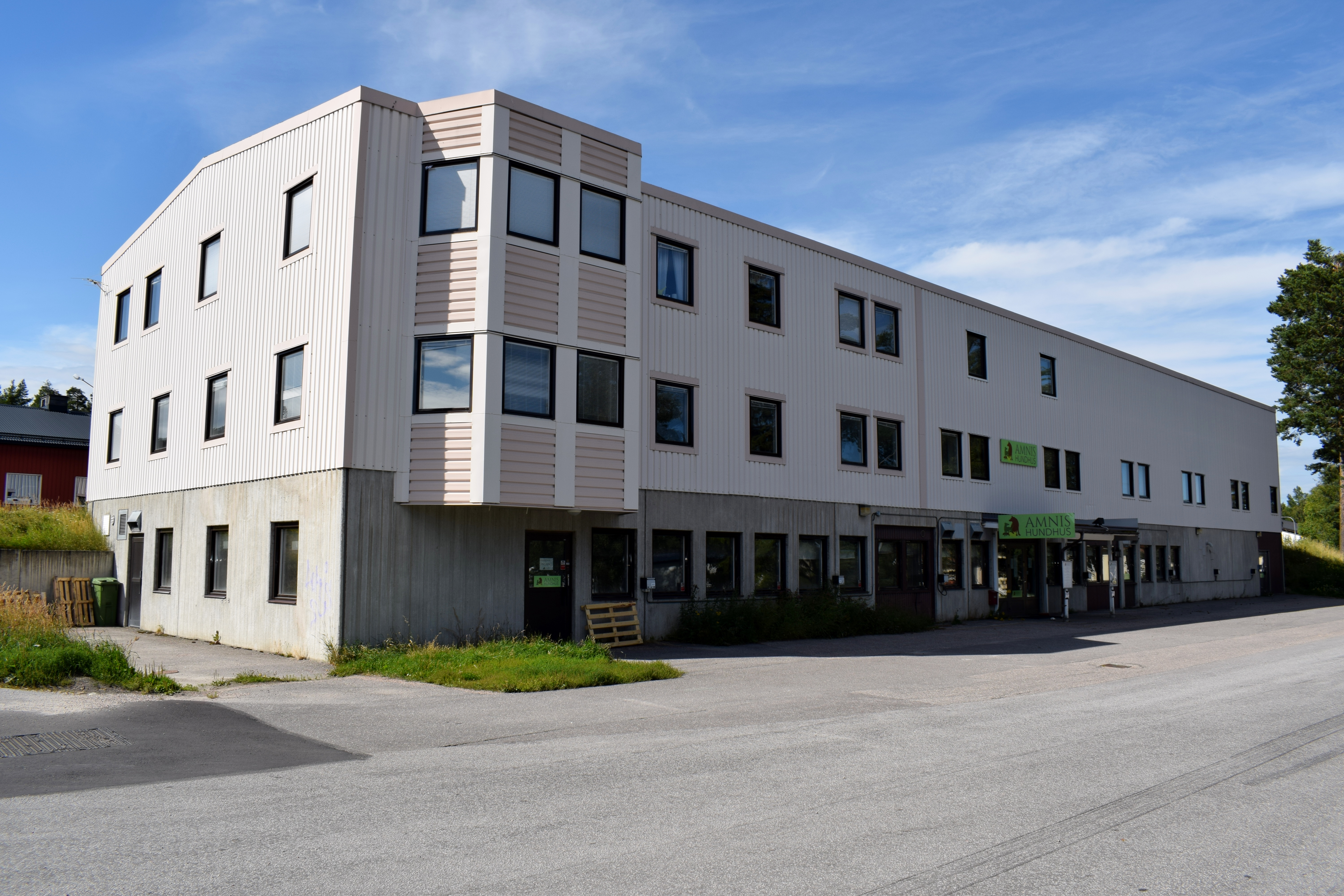
Byggnad vid regementet.
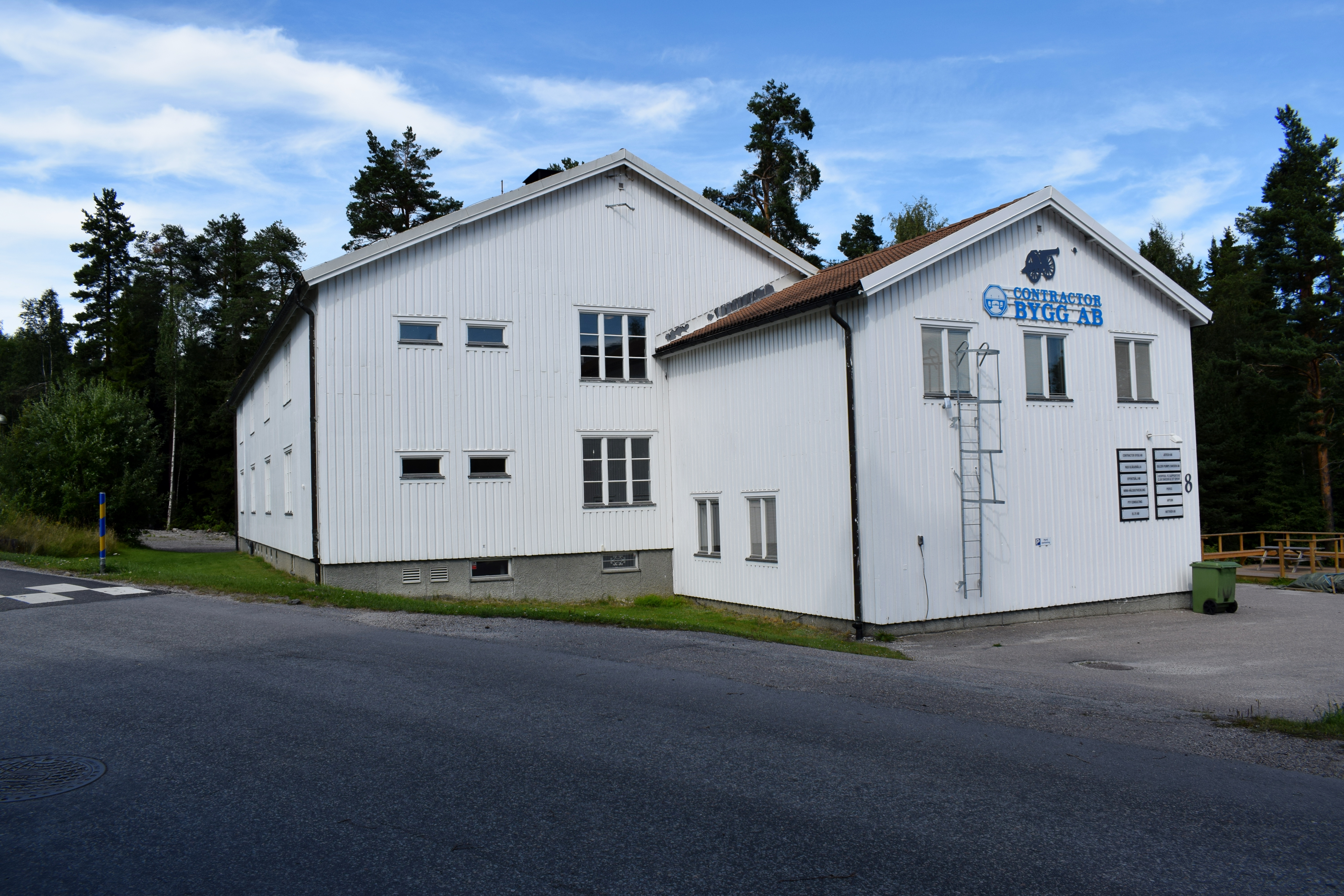
Kasern vid regementet.
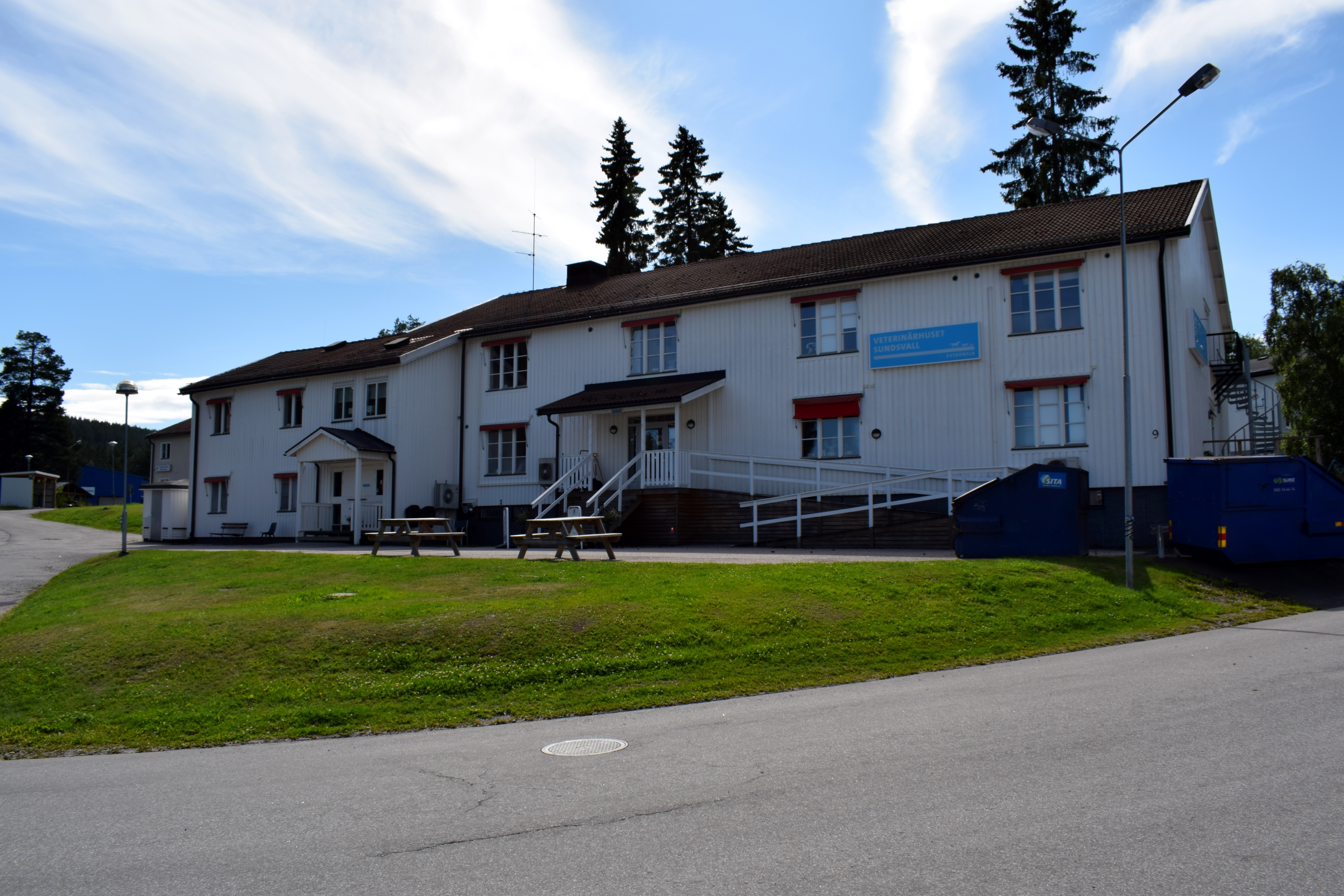
Kasern vid regementet.
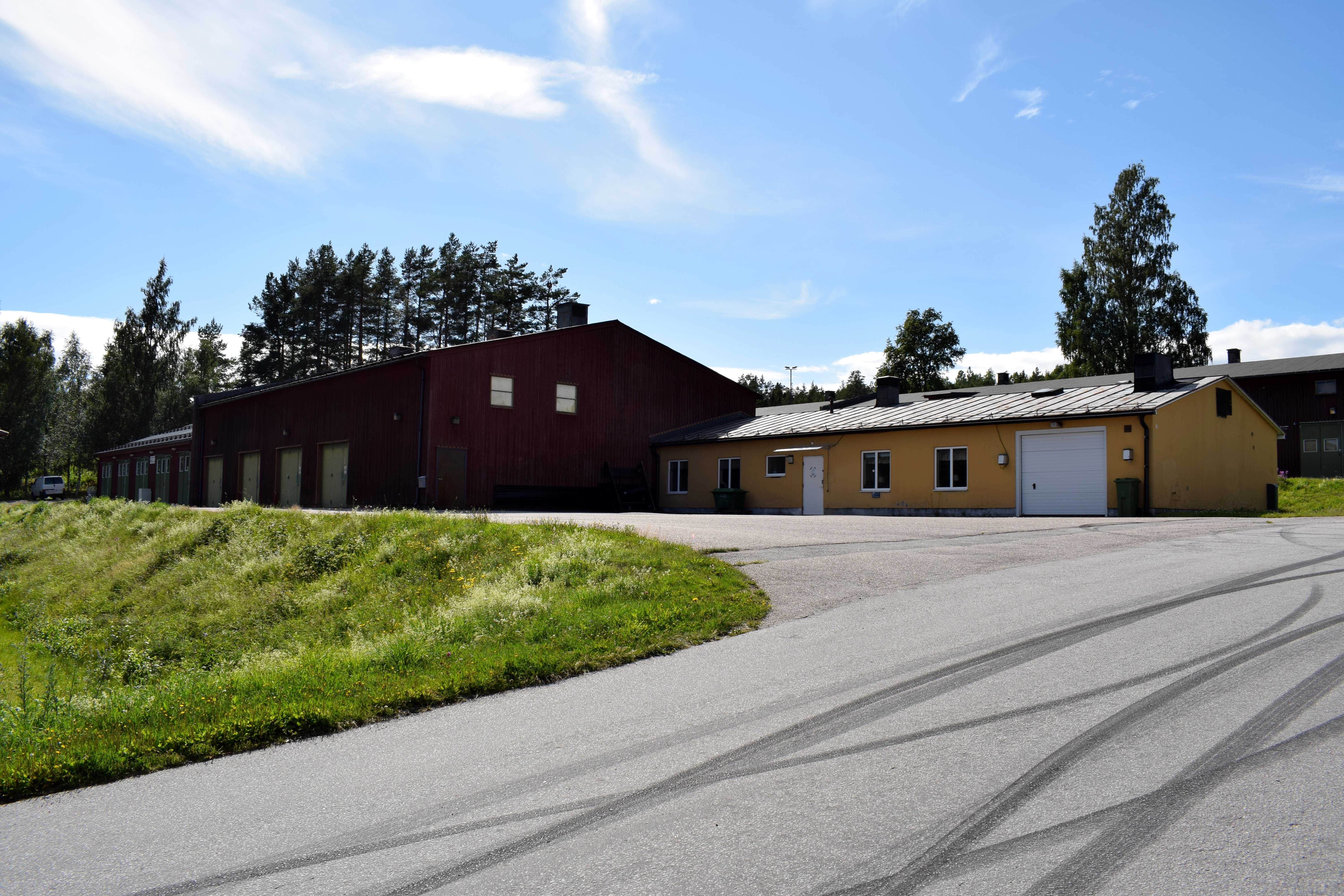
Förrådsbyggnad vid regementet.
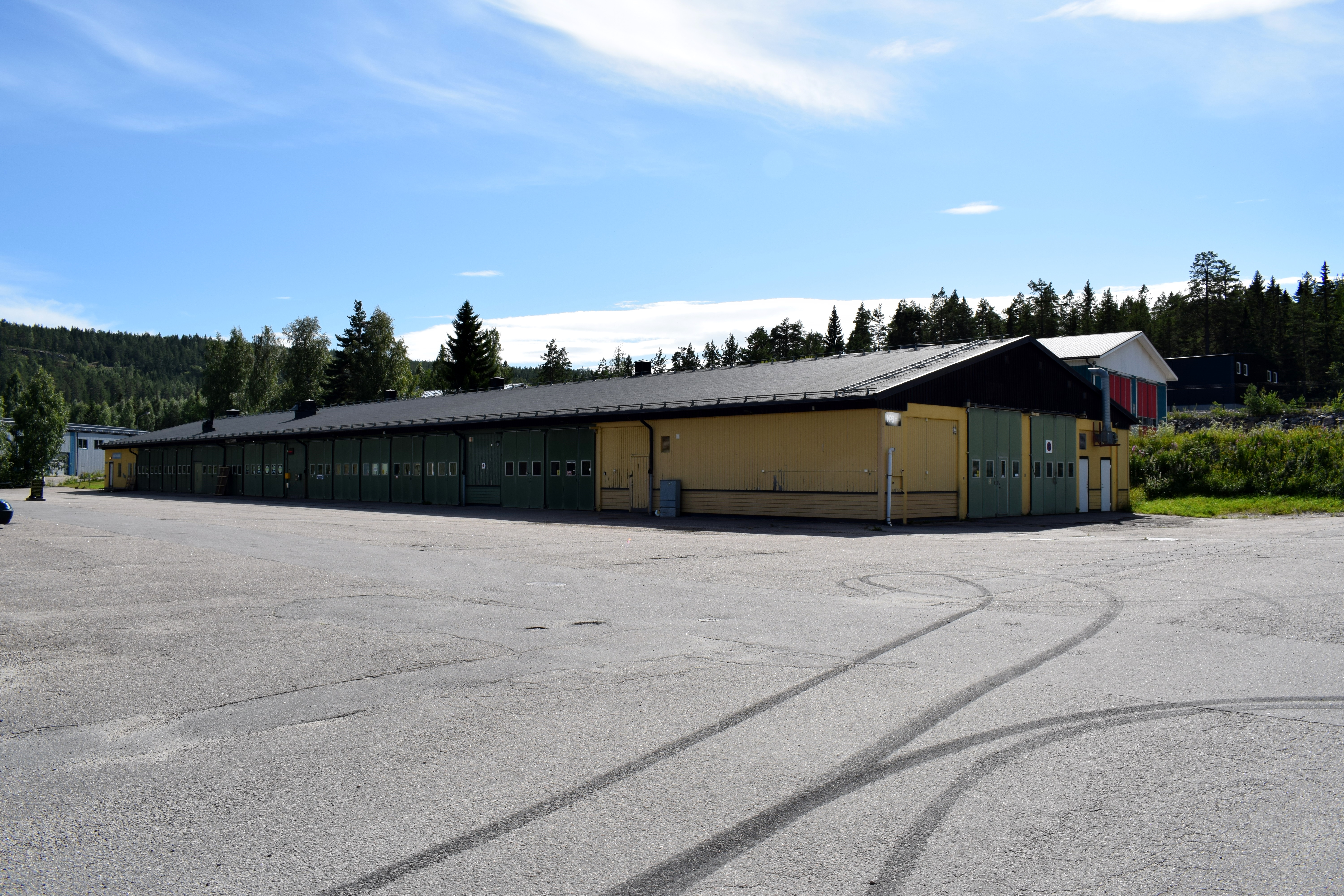
Motorförråd vid regementet.
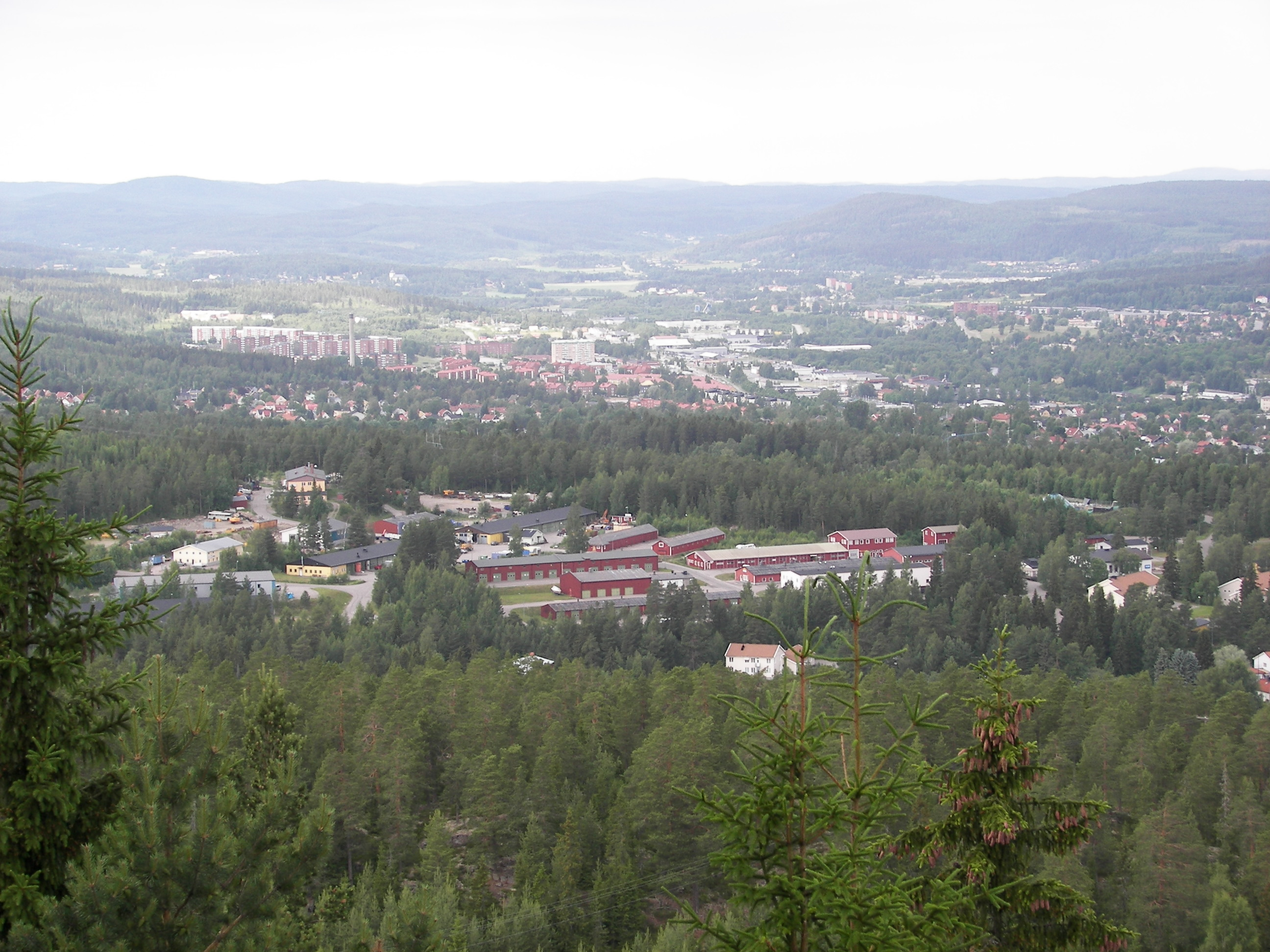
Vy över regementsområdet.